# Ian Freeman (judoka)
Ian Freeman (Camberley, 8 de julio de 1973) es un deportista británico que compitió en judo. Ganó una medalla de bronce en el Campeonato Europeo de Judo de 1991 en la categoría de –65 kg.
Participó en los Juegos Olímpicos de Barcelona 1992, donde finalizó vigésimo cuarto en la categoría de –65 kg.

## Palmarés internacional
| Campeonato Europeo | Campeonato Europeo     | Campeonato Europeo | Campeonato Europeo |
| Año                | Lugar                  | Medalla            | Categoría          |
| ------------------ | ---------------------- | ------------------ | ------------------ |
| 1991               | Praga (Checoslovaquia) | Medalla de bronce  | –65 kg             |